# John Roane (Politiker)
John Roane (* 9. Februar 1766 im King William County, Colony of Virginia; † 15. November 1838 ebenda) war ein US-amerikanischer Politiker. Zwischen 1809 und 1837 vertrat er mehrfach den Bundesstaat Virginia im US-Repräsentantenhaus.

## Werdegang
John Roane besuchte die öffentlichen Schulen seiner Heimat. Im Jahr 1788 war er Mitglied einer Versammlung zur Überarbeitung der Verfassung von Virginia. Von 1788 bis 1790 sowie nochmals im Jahr 1790 saß er im Abgeordnetenhaus von Virginia. Politisch schloss er sich der Ende der 1790er Jahre von Thomas Jefferson gegründeten Demokratisch-Republikanischen Partei an. Bei den Kongresswahlen des Jahres 1808 wurde er im elften Wahlbezirk seines Staates in das US-Repräsentantenhaus in Washington, D.C. gewählt, wo er am 4. März 1809 die Nachfolge von James M. Garnett antrat. Nach zwei Wiederwahlen konnte er bis zum 3. März 1815 drei Legislaturperioden im Kongress absolvieren. Seit 1813 vertrat er als Nachfolger von Burwell Bassett den zwölften Distrikt seines Staates. In diese Zeit fiel der Britisch-Amerikanische Krieg von 1812.
Nach dem Ende seiner Zeit im US-Repräsentantenhaus betätigte sich John Roane in der Landwirtschaft. In den 1820er Jahren schloss er sich der Bewegung um Andrew Jackson an und wurde Mitglied der von diesem 1828 gegründeten Demokratischen Partei. Bei den Wahlen des Jahres 1826 wurde Roane erneut im zwölften Bezirk von Virginia in den Kongress gewählt, wo er zwischen dem 4. März 1827 und dem 3. März 1831 zwei weitere Legislaturperioden absolvieren konnte. Nach einer Unterbrechung von einer Legislaturperiode verbrachte er zwischen dem 4. März 1835 und dem 3. März 1837 eine letzte Amtszeit im Parlament. Seit dem Amtsantritt von Präsident Jackson im Jahr 1829 wurde innerhalb und außerhalb des Kongresses heftig über dessen Politik diskutiert. Dabei ging es um die umstrittene Durchsetzung des Indian Removal Act, den Konflikt mit dem Staat South Carolina, der in der Nullifikationskrise gipfelte, und die Bankenpolitik des Präsidenten.
John Roane starb am 15. November 1838 auf seinem Anwesen Uppowac im King William County. Sein Sohn John (1794–1869) übernahm im Jahr 1831 für eine Legislaturperiode den zwölften Wahlbezirk von Virginia von seinem Vater.